# Qian Gu

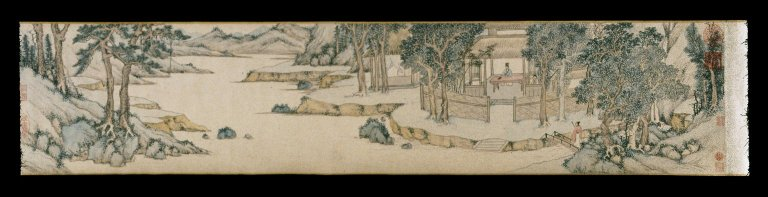
Qian Gu, Paisaje en rollo horizontal, ca. 1556, tinta sobre papel, 27.7 × 872 cm.

Qian Gu (Ch'ien Ku, tradicional: 錢谷, simplificado: 钱谷); ca. (1508-desconocido) fue un pintor paisajista chino durante la dinastía Ming (1368-1644). Su fecha de la muerte es desconocida, pero se da tradicionalmente como alrededor de 1578.
Qian nació en Changzhou, provincia de Jiangsu. Su nombre de estilo era 'Shubao' y su seudónimo era 'Qingshi'. La pintura de Qian utiliza un estilo suave pero firme. Qian a menudo utiliza temas que se encuentran en sus observaciones de todo el sur del río Yangtsé.
Qian era un cliente del literato Wang Shizhen (1526-1590), y con frecuencia pasaba un tiempo en la casa de Wang en Taicang en sus últimos años. En 1572 Qian pintó un álbum de escenas a lo largo del Gran Canal mientras acompañaba a Wang Shizhen en un viaje a la capital del país Pekín.